# Cyclocross Loštice 2014 (september)
De Cyclocross Loštice van 2014 werd gehouden op 27 september in Loštice. De wedstrijd maakte deel uit van de TOI TOI Cup 2014-2015. De vorige editie, in januari 2014, werd gewonnen door de Tsjech Martin Bína. Deze editie werd gewonnen door zijn landgenoot Michael Boroš.

## Mannen elite

### Uitslag
| Plaats  | Naam             | Ploeg                      | Tijd     |
| ------- | ---------------- | -------------------------- | -------- |
| Winnaar | Michael Boroš    | ČEZ Cyklo Team Tábor       | 1u00'35" |
| 2       | Jakub Skála      | ČEZ Cyklo Team Tábor       | z.t.     |
| 3       | Adam Ťoupalík    | BKCP-Powerplus             | + 1'17"  |
| 4       | Ondrěj Bambula   | ČEZ Cyklo Team Tábor       | + 1'55"  |
| 5       | Vladimír Kyzivát | Johnson Controls           | + 2'17"  |
| 6       | Matěj Lazák      | Max Cursor                 | + 2'28"  |
| 7       | Lubomír Petruš   | BKCP-Powerplus             | + 2'59"  |
| 8       | Martin Haring    | CK Banská Bystrica         | + 3'21"  |
| 9       | Ondřej Glajza    | Stevens Znojmo             | + 4'04"  |
| 10      | Emil Hekele      | Stevens Bikes-Emilio Sport | + 4'17"  |

| Pos. | Punten |
| ---- | ------ |
| 1    | 40     |
| 2    | 30     |
| 3    | 20     |
| 4    | 15     |
| 5    | 10     |
| 6    | 8      |
| 7    | 6      |
| 8    | 4      |
| 9    | 2      |
| 10   | 1      |

 Cyclocross Loštice · 
 Cyclocross Louny · 
 Cyclocross Uničov · 
 Cyclocross Hlinsko · 
 Cyclocross Holé Vrchy · 
 Cyclocross Kolín · 
 Cyclocross Milovice · 
 Tsjechisch kampioenschap